# Други шумадијски корпус ЈВуО
Други шумадијски корпус (Горски штаб 57) је био корпус Југословенске војске у Отаџбини, који је обухватао срезове лепенички и крагујевачки. Командант корпуса био је мајор Александар Милошевић, а бројао је 1.500 припадника под оружјем.

## Историјат
Други шумадијски корпус Југословенске војске у Отаџбини је формиран 17. августа 1942. године.
Дана 7. децембра 1942. године, за команданта корпуса је именован капетан Александар Милошевић, дотадашњи командант Лепеничке бригаде Другог шумадијског корпуса.
У фебруару и марту 1944. године, Други шумадијски корпус је водио борбе против Српског добровољачког корпуса, успео да га порази и примора да напусти његову зону одговорности. Истовремено, припадници корпуса су организовали диверзије и саботаже на пругама, те тако ометали немачке војне транспорте.
При формирању Четврте групе јуришних корпуса под командом војводе потпуковника Драгослава Рачића, 27. маја 1944. године, у њен састав улазе и делови Другог шумадијског корпуса као летеће бригаде и учествују у спречавању партизанског продора у Србију.
Током лета 1944. године, припадници Другог шумадијског корпуса су у селу Пајазитово саградили цркву-брвнару.
Други шумадијски корпус је, заједно са Првим, дана 7. септембра 1944. године постао део Шестог јуришног корпуса, за чијег команданта је постављен мајор Александар Милошевић. Учествује у биткама против партизана код Пожеге и на Јеловој гори, затим током новембра против немачких снага код Краљева, када креће на пут према Босни.
Припадници корпуса су доживели дефинитивни пораз са главнином снага у бици на Зеленгори, маја 1945. године, након чега је генерал Михаиловић наредио мајору Милошевићу да се са преосталим малобројним саборцима поново врати у Србију, ради припреме оружаног устанка против комуниста.

## Састав корпуса

### Команда
- Командант корпуса : капетан (мајор) Александар Милошевић
- Помоћник команданта: капетан Миливоје Обрадовић
- Начелник штаба корпуса: капетан Љубиша Ђорђевић

### Бригаде

#### Прва крагујевачка бригада
- Командант: поручник Живојин Павловић Пешак

#### Друга крагујевачка бригада
- Командант: жандармеријски капетан Милутин Милутиновић, потом капетан Димитрије Ђорђевић

#### Трећа крагујевачка бригада
- Командант: капетан Мирко Смиљанић, затим капетан Милутин Милутиновић;
- Заменик команданта Милан Миланковић;
- Главни интендант Марко Арсенијевић;

##### Батаљони Треће крагујевачке бригаде
- Командант Првог батаљона: потпоручник Добрица Јовановић;
- Командант Другог батаљона: Младен Ерић, затим наредник Игњат Облак;
- Командант Трећег батаљона: резервни поручник Божидар Јаковљевић (или Јанковић); помоћник команданта резервни поручник Владимир Ђорђевић;

#### Лепеничка бригада
- Командант: капетан Александар Милошевић (17. август - 7. децембар 1942), поручник Владислав Лаца Савић, потом поручник Драгослав Ивановић;

#### Летећа бригада
- Командант: поручник Живојин Дугић Хусар.